# Vĩnh Lộc A, Hồng Dân
Vĩnh Lộc A là một xã thuộc huyện Hồng Dân, tỉnh Bạc Liêu, Việt Nam.

## Địa lý
Xã Vĩnh Lộc A nằm ở phía tây bắc huyện Hồng Dân, có vị trí địa lý:
- Phía đông giáp xã Vĩnh Lộc
- Phía tây và phía bắc giáp tỉnh Kiên Giang
- Phía nam giáp xã Ninh Thạnh Lợi.

Xã Vĩnh Lộc A có diện tích 44,01 km², dân số năm 2022 là 11.814 người, mật độ dân số đạt 268 người/km².

## Hành chính
Xã Vĩnh Lộc A được chia thành 6 ấp: Ba Đình, Bần Ổi, Bến Bào, Bình Lộc, Lộ Xe, Lộ Xe A.

## Lịch sử
Ngày 24 tháng 12 năm 2003, Chính phủ ban hành Nghị định số 166/2003/NĐ-CP về việc thành lập xã Vĩnh Lộc A trên cơ sở 4.237,10 ha diện tích tự nhiên và 9.314 nhân khẩu của xã Vĩnh Lộc.

## Xã hội
Xã Vĩnh Lộc A gồm có 4 trường:
- Trường Mầm non Yến Xuân: ấp Bến Bào
- Trường Tiểu học Ba Đình: ấp Bến Bào
- Trường Tiểu học Nguyễn Trường Tộ: ấp Lộ Xe
- Trường THCS Đoàn Thị Điểm: ấp Bến Bào.